# La deve smettere!
La deve smettere! è un album dal vivo del comico genovese Beppe Grillo pubblicato su etichetta Cinevox Cabaret con numero di catalogo CAB 2006 nel 1979.

## Il disco
L'album è stato registrato dal vivo durante uno spettacolo di Beppe Grillo, scritto dallo stesso Grillo e da Antonio Ricci. Nella prima parte, sul lato A, il comico genovese parla in modo caricaturale della sua esperienza nel cabaret e della gavetta svolta nell'ambiente prima di arrivare al successo. Sul lato B, Grillo fa una satira di molti fenomeni di costume del periodo, parlando in particolare di punk, omosessualità, emancipazione femminile e di cinema, in particolare di cinema erotico e d'essai. Sul finale, dopo aver disquisito sul fenomeno dell'immigrazione interna, esegue una versione in genovese contaminato con siciliano della celebre canzone Ma se ghe penso.

## Tracce
1. La deve smettere – 23:39 (testo: B. Grillo, A. Ricci)
2. La deve smettere – 23:44 (testo: B. Grillo, A. Ricci)